# Robot Chicken
Robot Chicken är en Emmy-belönad amerikansk stop motion-animerad TV-serie skapad av Seth Green och Matthew Senreich som är seriens exekutiva producenter. Robot Chicken visar komiska sketcher med parodier av populärkultur.